# Град (Град)
Град (словен. Grad) — поселення в общині Град, Помурський регіон, Словенія. Висота над рівнем моря: 343,6 м.

## Уродженці
- Дьйордь Алмаші (1867—1933) — угорський сходознавець, мандрівник, зоолог і етнограф.